# 藤原陸遊
藤原 陸遊（ふじわら りくゆう、男性）は、NHKのアナウンサー。

## 人物
岩手県出身。
岩手県立盛岡第一高等学校、筑波大学比較文化学類卒業。2019年入局、初任地は松江放送局。

## 嗜好・挿話
- 趣味はかわいい曲を歌って踊ること[2]。
- ミュージカル好き。大学時代はミュージカルサークルに所属していた。Wickedやアラジンの曲が好きだという[3][4]。
- 「あさイチ」にレポーターとして出演した時、視聴者からのリクエストに応じてPerfumeの完コピダンスを披露した[5]。
- 高校時代は軟式野球部に所属。ポジションは投手でエースを務めていた。高校3年次には岩手県高等学校総合体育大会で優勝した[6]。
- 「藤原陸遊のいま、いけます?」で徳島県の24市町村を回るコーナーを担当している。頑張っている人が「わたしこういうことを頑張ってます!」と言えるコーナーにしたい[7]とスタートした。

## 出演
☆印は現在出演（担当）中。
松江放送局時代（2019年度 - 2021年度）
- どーも、NHK（2019年6月9日） - 新人お披露目
- 島根県のニュース・中継・リポート
- しまねっとNEWS610（不定期：リポーター及びキャスター代行など）
- しまねっと845
- NHKジャーナル “神在月”、まが玉で観光振興を（2021年10月12日）
- あさイチ シェア旅 神ってる!島根の魅力が大集合（2021年10月14日）
- うまいッ!「うまみ凝縮!干物日本一!"どんちっちカレイ"〜島根・浜田市〜」（2022年2月21日）
- ラジオ深夜便 ラジオ文芸館「貝殻プールでまちあわせ」（2022年3月21日）

徳島放送局時代（2022年度 - ）
- とく6徳島（キャスター：2022年4月4日 - ）☆
- 徳島県のニュース・中継・リポート☆
- まもなく紅白!今年もすごいぞスペシャル 2022（2022年12月31日）
- あさイチ
  - 代理リポーター（2022年12月21日・2023年1月5日・25日・26日）
  - 愛でたいnippon スイーツ天国・徳島（2023年11月30日）
  - 世界初が注目!?四国の右下（2024年7月4日）
- おはよう日本 "棚田を守れ"一風変わった取り組み リポーター（2023年9月21日）
- ニュースLIVE! ゆう5時
  - おじゃまします5時の商店街（鳴門・大道銀天街）阿波おどりの準備進む街 リポーター（2023年8月3日）
  - 相撲部だより 佐渡ケ嶽部屋直伝のちゃんこを町の名物に リポーター（2023年12月4日）
- 午後LIVE ニュースーン
  - 中継 徳島・牡蠣の養殖で新技術（2024年4月19日）[8]
  - おまかせ中継（2024年7月11日 香川県東かがわ市[9]、12日 徳島県阿南市[10]）
  - 中継 徳島・美術館であなたも名画の主役に?（2024年10月31日）[11]
- レギュラー番組への道 全力調査！尋ね人の時間 司会（2024年11月17日）[12]